# Comunitat índia paiute de Fort Independence
La Comunitat índia paiute de Fort Independence és una tribu reconeguda federalment dels amerindis paiute i xoixoni al comtat d'Inyo, Califòrnia.

## Govern
La Comunitat índia paiute de Fort Independence té la seu a Independence (Califòrnia). La tribu és regida per un consell tribal escollit democràticament.
La inscripció com a membre de la tribu es basa en els registres originals de l'època, 1999, on l'article d'associació de la tribu estableix que en són membres tots els descendents vius dels inscrits originals que tinguin un mínim d'1/16 de sang ameríndia i que no estiguin inscrits en altres tribus.

## Reserva
La Reserva de Fort Independence (36° 50′ 28″ N, 118° 13′ 44″ O / 36.84111°N,118.22889°O) a Independence, és una reserva índia reconeguda federalment amb una àrea de 356 acres al comtat d'Inyo. Fou establerta en 1915. En 1990 la reserva tenia 234 acres amb una població de 38 amerindis.